# Wisła Płock (kézilabda)
A Wisła Płock egy lengyel férfi kézilabdacsapat, amely a lengyel élvonalban szerepel. Nyolcszor nyert bajnoki címet és tizenhárom alkalommal volt kupagyőztes.

## Sikerei, díjai

### Hazai bajnokság és kupa
- Lengyel bajnokság
  - Győztes (8x): 1994–95, 2001–02, 2003–04, 2004–05, 2005–06, 2007–08, 2010–2011, 2023–24
- Lengyel Kupa
  - Győztes (13x): 1991–92, 1994–95, 1995–96, 1996–97, 1997–98, 1998–99, 2000–01, 2004–05, 2006–07, 2007–08, 2021–22, 2022–23, 2023–24

### Nemzetközi kupasikerek
- EHF-kupa
  - Negyeddöntő  (1x): 1994
- Kupagyőztesek Európa-kupája
  - Negyeddöntő (1x): 1997

## Névváltoztatások
- Wisła Płock (1964–1992)
- Petrochemia Płock (1992–1999)
- Petro Płock (1999–2000)
- Orlen Płock (2000–2002)
- Wisła Płock (2002–2010)
- Orlen Wisła Płock (2010–)

## A csapat

### Játékoskeret
A 2024–25-ös szezonban
| Kapusok - 16 Viktor Gísli Hallgrímsson - 32 Mirko Alilović - 75 Marcel Jastrzębski Balszélsők - 11 Marcel Sroczyk - 26 Przemysław Krajewski - 34 Lovro Mihić Jobbszélsők - 03 Michał Daszek - 77 Tim Cokan Beállók - 17 Abel Serdio - 19 Leon Šušnja - 33 Dawid Dawydzik | Balátlövők - 21 Kiryl Samoila - 27 Peter Šiško - 30 Mirsad Terzić - 49 Szita Zoltán Irányítók - 08 Mitja Janc - 23 Miha Zarabec - 24 Fazekas Gergő - 89 Dmitrij Zsitnyikov Jobbátlövők - 07 Tomáš Piroch - 18 Marko Panić |

## A klub vezetőedzői
- Marek Motyczyński (1989–1992)
- Bogdan Zajączkowski (1992–2000)
- Zenon Łakomy (2000–2002)
- Edward Koziński (2002–2003)
- Bogdan Kowalczyk (2003–2004)
- Krzysztof Kisiel (2004–2006)
- Bogdan Zajączkowski (2006–2008)
- Bogdan Kowalczyk (2008–2009)
- Flemming Oliver Jensen (2009)
- Thomas Sivertsson (2009–2010)
- Lars Walther (2010–2013)
- Manuel Cadenas Montañés (2013–2016)
- Piotr Przybecki (2016–2018)
- Krzysztof Kisiel (2018)
- Xavier Sabaté (2018–)